# Palmitas
Palmitas è un comune dell'Uruguay, situato nel Dipartimento di Soriano.